# Aglaodiaptomus savagei
Aglaodiaptomus savagei är en kräftdjursart som beskrevs av DeBiase och Taylor 2000. Aglaodiaptomus savagei ingår i släktet Aglaodiaptomus och familjen Diaptomidae. Inga underarter finns listade i Catalogue of Life.